# Список микропроцессоров Athlon XP
AMD Athlon XP — x86-совместимый микропроцессор, являющийся развитием процессоров архитектуры K7.

## ПК-процессоры

### Athlon XP «Palomino» (Model 6, 180нм)
- CPU-ID: 6-6-0
- Все модели поддерживают: MMX, SSE, Enhanced 3DNow!

| Номер модели    | Частота  | Кэш L2 | FSB     | CPU множитель | Напряжение питания | TDP     | Дата выпуска    | Номер       |
| --------------- | -------- | ------ | ------- | ------------- | ------------------ | ------- | --------------- | ----------- |
| Athlon XP 1500+ | 1333 МГц | 256 Кб | 266 МГц | 10x           | 1.75 В             | 60.0 Вт | 9 октября, 2001 | AX1500DMT3C |
| Athlon XP 1600+ | 1400 МГц | 256 Кб | 266 МГц | 10.5x         | 1.75 В             | 62.8 Вт | 9 октября, 2001 | AX1600DMT3C |
| Athlon XP 1700+ | 1467 МГц | 256 Кб | 266 МГц | 11x           | 1.75 В             | 64.0 Вт | 9 октября, 2001 | AX1700DMT3C |
| Athlon XP 1800+ | 1533 МГц | 256 Кб | 266 МГц | 11.5x         | 1.75 В             | 66.0 Вт | 9 октября, 2001 | AX1800DMT3C |
| Athlon XP 1900+ | 1600 МГц | 256 Кб | 266 МГц | 12x           | 1.75 В             | 68.0 Вт | 5 ноября, 2001  | AX1900DMT3C |
| Athlon XP 2000+ | 1667 МГц | 256 Кб | 266 МГц | 12.5x         | 1.75 В             | 70.0 Вт | 7 января, 2002  | AX2000DMT3C |
| Athlon XP 2100+ | 1733 МГц | 256 Кб | 266 МГц | 13x           | 1.75 В             | 72.0 Вт | 13 марта, 2002  | AX2100DMT3C |

### Athlon XP «Thoroughbred A/B» (Model 8, 130нм)
- CPU-ID: 6-8-0 (A), 6-8-1 (B)
- Все модели поддерживают: MMX, SSE, Enhanced 3DNow!

| Номер модели    | Частота  | Кэш L2 | FSB     | CPU множитель | Напряжение питания | TDP           | Дата выпуска     | Номер                        |
| --------------- | -------- | ------ | ------- | ------------- | ------------------ | ------------- | ---------------- | ---------------------------- |
| Athlon XP 1600+ | 1400 МГц | 256 Кб | 266 МГц | 10.5x         | 1.60 В             | 48.5 Вт (B)   |                  | AXDA1600DUT3C                |
| Athlon XP 1700+ | 1466 МГц | 256 Кб | 266 МГц | 11x           | 1.50 В             | 49.5 Вт (A/B) | 10 июня, 2002    | AXDA1700DLT3C                |
| Athlon XP 1700+ | 1466 МГц | 256 Кб | 266 МГц | 11x           | 1.60 В             | 49.5 Вт (B)   |                  | AXDA1700DUT3C                |
| Athlon XP 1800+ | 1533 МГц | 256 Кб | 266 МГц | 11.5x         | 1.50 В             | 51.0 Вт (A/B) | 10 июня, 2002    | AXDA1800DLT3C                |
| Athlon XP 1800+ | 1533 МГц | 256 Кб | 266 МГц | 11.5x         | 1.60 В             | 51.0 Вт (B)   |                  | AXDA1800DUT3C                |
| Athlon XP 1900+ | 1600 МГц | 256 Кб | 266 МГц | 12x           | 1.60 В             | 52.5 Вт (B)   |                  | AXDA1900DUT3C                |
| Athlon XP 2000+ | 1667 МГц | 256 Кб | 266 МГц | 12.5x         | 1.60 В             | 60.3 Вт (A/B) |                  | AXDA2000DUT3C                |
| Athlon XP 2000+ | 1667 МГц | 256 Кб | 266 МГц | 12.5x         | 1.65 В             | 60.3 Вт (A)   | 10 июня, 2002    | AXDA2000DKT3C, AXDA2000DKV3C |
| Athlon XP 2100+ | 1733 МГц | 256 Кб | 266 МГц | 13x           | 1.60 В             | 62.1 Вт (A/B) |                  | AXDA2100DUT3C                |
| Athlon XP 2200+ | 1800 МГц | 256 Кб | 266 МГц | 13.5x         | 1.65 В             | 67.9 Вт (A)   | 10 июня, 2002    | AXDA2200DKV3C                |
| Athlon XP 2200+ | 1800 МГц | 256 Кб | 266 МГц | 13.5x         | 1.60 В             | 62.8 Вт (B)   |                  | AXDA2200DUV3C                |
| Athlon XP 2400+ | 2000 МГц | 256 Кб | 266 МГц | 15x           | 1.60 В             | 65.3 Вт (B)   | 21 августа, 2002 | AXDA2400DUV3C                |
| Athlon XP 2400+ | 2000 МГц | 256 Кб | 266 МГц | 15x           | 1.65 В             | 68.3 Вт (B)   | 21 августа, 2002 | AXDA2400DKV3C                |
| Athlon XP 2600+ | 2133 МГц | 256 Кб | 266 МГц | 16x           | 1.65 В             | 68.3 Вт (B)   | 21 августа, 2002 | AXDA2600DKV3C                |
| Athlon XP 2600+ | 2083 МГц | 256 Кб | 333 МГц | 12.5x         | 1.65 В             | 68.3 Вт (B)   | 21 августа, 2002 | AXDA2600DKV3D                |
| Athlon XP 2700+ | 2167 МГц | 256 Кб | 333 МГц | 13x           | 1.65 В             | 68.3 Вт (B)   | 1 октября, 2002  | AXDA2700DKV3D                |
| Athlon XP 2800+ | 2250 МГц | 256 Кб | 333 МГц | 13.5x         | 1.65 В             | 74.3 Вт (B)   | 1 октября, 2002  | AXDA2800DKV3D                |
| Athlon XP 3100+ | 2200 МГц | 256 Кб | 400 МГц | 11x           | 1.65 В             | ? (B)         |                  |                              |

### Athlon XP «Thorton» (Model 10, 130нм)
- CPU-ID: 6-A-0
- Все модели поддерживают: MMX, SSE, Enhanced 3DNow!

| Номер модели    | Частота  | Кэш L2 | FSB     | CPU множитель | Напряжение питания | TDP     | Дата выпуска   | Номер         |
| --------------- | -------- | ------ | ------- | ------------- | ------------------ | ------- | -------------- | ------------- |
| Athlon XP 2000+ | 1667 МГц | 256 Кб | 266 МГц | 12.5x         | 1.50 В             | 60.3 Вт | Сентябрь, 2003 | AXDC2000DLT3C |
| Athlon XP 2000+ | 1667 МГц | 256 Кб | 266 МГц | 12.5x         | 1.60 В             | 60.3 Вт | Сентябрь, 2003 | AXDC2000DUT3C |
| Athlon XP 2200+ | 1800 МГц | 256 Кб | 266 МГц | 13.5x         | 1.50 В             | 62.8 Вт | Сентябрь, 2003 | AXDC2200DLV3C |
| Athlon XP 2200+ | 1800 МГц | 256 Кб | 266 МГц | 13.5x         | 1.60 В             | 62.8 Вт | Сентябрь, 2003 | AXDC2200DUV3C |
| Athlon XP 2400+ | 2000 МГц | 256 Кб | 266 МГц | 15x           | 1.65 В             | 68.3 Вт | Сентябрь, 2003 | AXDC2400DKV3C |
| Athlon XP 2600+ | 2133 МГц | 256 Кб | 266 МГц | 16x           | 1.65 В             | 68.3 Вт | Сентябрь, 2003 | AXDC2600DKV3C |
| Athlon XP 2600+ | 2083 МГц | 256 Кб | 333 МГц | 12.5x         | 1.65 В             | 68.3 Вт | Сентябрь, 2003 | AXDC2600DKV3D |
| Athlon XP 3100+ | 2200 МГц | 256 Кб | 400 МГц | 11.0x         | 1.65 В             | 68.3 Вт | Декабрь, 2003  | AXDC3100DKV3E |

### Athlon XP «Barton» (Model 10, 130нм)
- CPU-ID: 6-A-0
- Все модели поддерживают: MMX, SSE, Enhanced 3DNow!

| Номер модели    | Частота  | Кэш L2 | FSB     | CPU множитель | Напряжение питания | TDP     | Дата выпуска      | Номер         |
| --------------- | -------- | ------ | ------- | ------------- | ------------------ | ------- | ----------------- | ------------- |
| Athlon XP 2500+ | 1833 МГц | 512 Кб | 333 МГц | 11x           | 1.65 В             | 68.3 Вт | 10 февраля, 2003  | AXDA2500DKV4D |
| Athlon XP 2500+ | 1867 МГц | 512 Кб | 266 МГц | 14x           | 1.65 В             | 68.3 Вт | Декабрь, 2004     | AXDA2500DKV4C |
| Athlon XP 2600+ | 1917 МГц | 512 Кб | 333 МГц | 11.5x         | 1.65 В             | 68.3 Вт | 21 сентября, 2003 | AXDA2600DKV4D |
| Athlon XP 2600+ | 2000 МГц | 512 Кб | 266 МГц | 15x           | 1.65 В             | 68.3 Вт | Декабрь, 2004     | AXDA2600DKV4C |
| Athlon XP 2600+ | 1900 МГц | 512 Кб | 400 МГц | 9.5x          | 1.65 В             | 68.3 Вт | ?                 | AXDA2600DKV4E |
| Athlon XP 2800+ | 2083 МГц | 512 Кб | 333 МГц | 12.5x         | 1.65 В             | 68.3 Вт | 10 февраля, 2003  | AXDA2800DKV4D |
| Athlon XP 2800+ | 2133 МГц | 512 Кб | 266 МГц | 16x           | 1.65 В             | 68.3 Вт | Декабрь, 2004     | AXDA2800DKV4C |
| Athlon XP 2900+ | 2000 МГц | 512 Кб | 400 МГц | 10.0x         | 1.65 В             | 68.3 Вт | Декабрь, 2004     | AXDA2900DKV4E |
| Athlon XP 3000+ | 2100 МГц | 512 Кб | 400 МГц | 10.5x         | 1.65 В             | 68.3 Вт | 13 мая, 2003      | AXDA3000DKV4E |
| Athlon XP 3000+ | 2167 МГц | 512 Кб | 333 МГц | 13x           | 1.65 В             | 74.3 Вт | 10 февраля, 2003  | AXDA3000DKV4D |
| Athlon XP 3200+ | 2200 МГц | 512 Кб | 400 МГц | 11x           | 1.65 В             | 76.8 Вт | 13 мая, 2003      | AXDA3200DKV4E |
| Athlon XP 3200+ | 2333 МГц | 512 Кб | 333 МГц | 14x           | 1.65 В             | 79.2 Вт | Октябрь, 2003     | AXDA3200DKV4D |

## Серверные процессоры

### Athlon MP «Palomino» (Model 6, 180нм)
- Все модели поддерживают: MMX, SSE, Enhanced 3DNow!

| Номер модели    | Частота  | Кэш L2 | FSB     | CPU множитель | Напряжение питания | TDP     | Дата выпуска     | Номер        |
| --------------- | -------- | ------ | ------- | ------------- | ------------------ | ------- | ---------------- | ------------ |
| Athlon MP 1000  | 1000 МГц | 256 Кб | 266 МГц | 7.5x          | 1.75 В             | 46.1 Вт | 5 июня, 2001     | AHX1000AMS3C |
| Athlon MP 1200  | 1200 МГц | 256 Кб | 266 МГц | 9x            | 1.75 В             | 54.7 Вт | 5 июня, 2001     | AHX1200AMS3C |
| Athlon MP 1500+ | 1333 МГц | 256 Кб | 266 МГц | 10x           | 1.75 В             | 60.0 Вт | 15 октября, 2001 | AMP1500DMS3C |
| Athlon MP 1600+ | 1400 МГц | 256 Кб | 266 МГц | 10.5x         | 1.75 В             | 62.8 Вт | 15 октября, 2001 | AMP1600DMS3C |
| Athlon MP 1800+ | 1533 МГц | 256 Кб | 266 МГц | 11.5x         | 1.75 В             | 66.0 Вт | 15 октября, 2001 | AMP1800DMS3C |
| Athlon MP 1900+ | 1600 МГц | 256 Кб | 266 МГц | 12x           | 1.75 В             | 66.0 Вт | 12 декабря, 2001 | AMP1900DMS3C |
| Athlon MP 2000+ | 1667 МГц | 256 Кб | 266 МГц | 12.5x         | 1.75 В             | 66.0 Вт | 13 марта, 2002   | AMP2000DMS3C |
| Athlon MP 2100+ | 1733 МГц | 256 Кб | 266 МГц | 13x           | 1.75 В             | 66.0 Вт | 19 июня, 2002    | AMP2100DMS3C |

### Athlon MP «Thoroughbred» (Model 8, 130нм)
| Номер модели    | Частота  | Кэш L2 | FSB     | CPU множитель | Напряжение питания | TDP     | Дата выпуска     | Номер         |
| --------------- | -------- | ------ | ------- | ------------- | ------------------ | ------- | ---------------- | ------------- |
| Athlon MP 2000+ | 1667 МГц | 256 Кб | 266 МГц | 12.5x         | 1.60 В             | 60.0 Вт | 27 августа, 2002 | AMSN2000DUT3C |
| Athlon MP 2000+ | 1667 МГц | 256 Кб | 266 МГц | 12.5x         | 1.65 В             | 60.0 Вт | 27 августа, 2002 | AMSN2000DKT3C |
| Athlon MP 2200+ | 1800 МГц | 256 Кб | 266 МГц | 13.5x         | 1.65 В             | 60.0 Вт | 27 августа, 2002 | AMSN2200DKT3C |
| Athlon MP 2400+ | 2000 МГц | 256 Кб | 266 МГц | 15x           | 1.65 В             | 60.0 Вт | 10 декабря, 2002 | AMSN2400DKT3C |
| Athlon MP 2600+ | 2133 МГц | 256 Кб | 266 МГц | 16x           | 1.65 В             | 60.0 Вт | 4 февраля, 2003  | AMSN2600DKT3C |

### Athlon MP «Barton» (Model 10, 130нм)
- Все модели поддерживают: MMX, SSE, Enhanced 3DNow!

| Номер модели    | Частота  | Кэш L2 | FSB     | CPU множитель | Напряжение питания | TDP     | Дата выпуска | Номер         |
| --------------- | -------- | ------ | ------- | ------------- | ------------------ | ------- | ------------ | ------------- |
| Athlon MP 2600+ | 2000 МГц | 512 Кб | 266 МГц | 15x           | 1.60 В             | 60.0 Вт |              | AMSN2600DUT4C |
| Athlon MP 2800+ | 2133 МГц | 512 Кб | 266 МГц | 16x           | 1.60 В             | 60.0 Вт | 6 мая, 2003  | AMSN2800DUT4C |

## Мобильные процессоры

### Mobile Athlon 4 «Corvette» (Standard,Socket A)
- Все модели поддерживают: MMX, SSE, Enhanced 3DNow!

| Номер модели         | Частота  | Кэш L2 | FSB     | CPU множитель | Напряжение питания | TDP   | Дата выпуска | Номер |
| -------------------- | -------- | ------ | ------- | ------------- | ------------------ | ----- | ------------ | ----- |
| Mobile Athlon 4 850  | 850 МГц  | 256 Кб | 200 МГц | 8.5x          | 1.20-1.40 В        | 22 Вт |              |       |
| Mobile Athlon 4 900  | 900 МГц  | 256 Кб | 200 МГц | 9x            | 1.20-1.40 В        | 24 Вт |              |       |
| Mobile Athlon 4 950  | 950 МГц  | 256 Кб | 200 МГц | 9.5x          | 1.20-1.40 В        | 24 Вт |              |       |
| Mobile Athlon 4 1000 | 1000 МГц | 256 Кб | 200 МГц | 10x           | 1.20-1.40 В        | 25 Вт |              |       |
| Mobile Athlon 4 1100 | 1100 МГц | 256 Кб | 200 МГц | 11x           | 1.20-1.40 В        | 25 Вт |              |       |

### Mobile Athlon 4 «Corvette» (Desktop Replacement,Socket A)
- Все модели поддерживают: MMX, SSE, Enhanced 3DNow!

| Номер модели          | Частота  | Кэш L2 | FSB     | CPU множитель | Напряжение питания | TDP   | Дата выпуска | Номер        |
| --------------------- | -------- | ------ | ------- | ------------- | ------------------ | ----- | ------------ | ------------ |
| Mobile Athlon 4 1000  | 1000 МГц | 256 Кб | 200 МГц | 10x           | 1.60 В             | 35 Вт |              |              |
| Mobile Athlon 4 1100  | 1100 МГц | 256 Кб | 200 МГц | 11x           | 1.60 В             | 35 Вт |              |              |
| Mobile Athlon 4 1200  | 1200 МГц | 256 Кб | 200 МГц | 12x           | 1.20-1.35 В        | 35 Вт |              |              |
| Mobile Athlon 4 1500+ | 1300 МГц | 256 Кб | 200 МГц | 13x           | 1.40 В             | 35 Вт |              | AHM1500ALQ3B |
| Mobile Athlon 4 1600+ | 1400 МГц | 256 Кб | 200 МГц | 14x           | 1.40 В             | 35 Вт |              |              |

### Mobile Athlon XP «Thoroughbred» (Standard, 35ВтTDP,Socket A)
- Все модели поддерживают: MMX, SSE, Enhanced 3DNow!

| Номер модели           | Частота  | Кэш L2 | FSB     | CPU множитель | Напряжение питания | Дата выпуска | Номер         |
| ---------------------- | -------- | ------ | ------- | ------------- | ------------------ | ------------ | ------------- |
| Mobile Athlon XP 1400+ | 1200 МГц | 256 Кб | 200 МГц | 12x           | 1.45 В             |              | AXMD1400FQQ3B |
| Mobile Athlon XP 1400+ | 1200 МГц | 256 Кб | 266 МГц | 9x            | 1.45 В             |              | AXMD1400FQQ3C |
| Mobile Athlon XP 1500+ | 1300 МГц | 256 Кб | 200 МГц | 13x           | 1.45 В             |              | AXMD1500FQQ3B |
| Mobile Athlon XP 1500+ | 1333 МГц | 256 Кб | 266 МГц | 10x           | 1.45 В             |              | AXMD1500FQQ3C |
| Mobile Athlon XP 1600+ | 1400 МГц | 256 Кб | 200 МГц | 14x           | 1.45 В             |              | AXMD1600FQQ3B |
| Mobile Athlon XP 1600+ | 1400 МГц | 256 Кб | 200 МГц | 14x           | 1.40 В             |              | AXMD1600FVQ3B |
| Mobile Athlon XP 1600+ | 1400 МГц | 256 Кб | 266 МГц | 10.5x         | 1.45 В             |              | AXMD1600FQQ3C |
| Mobile Athlon XP 1700+ | 1467 МГц | 256 Кб | 266 МГц | 11x           | 1.45 В             |              | AXMD1700FQQ3C |
| Mobile Athlon XP 1800+ | 1500 МГц | 256 Кб | 200 МГц | 15x           | 1.45 В             |              | AXMD1800FQQ3B |
| Mobile Athlon XP 1800+ | 1533 МГц | 256 Кб | 266 МГц | 11.5x         | 1.40 В             |              | AXMD1800FVQ3C |
| Mobile Athlon XP 1900+ | 1600 МГц | 256 Кб | 200 МГц | 16x           | 1.40 В             |              | AXMD1900FVQ3B |
| Mobile Athlon XP 1900+ | 1600 МГц | 256 Кб | 266 МГц | 12x           | 1.40 В             |              | AXMD1900FVQ3C |

### Mobile Athlon XP «Thoroughbred» (Balanced, 25ВтTDP,Socket A)
- Все модели поддерживают: MMX, SSE, Enhanced 3DNow!

| Номер модели           | Частота  | Кэш L2 | FSB     | CPU множитель | Напряжение питания | Дата выпуска | Номер         |
| ---------------------- | -------- | ------ | ------- | ------------- | ------------------ | ------------ | ------------- |
| Mobile Athlon XP 1400+ | 1200 МГц | 256 Кб | 200 МГц | 12x           | 1.30 В             |              | AXMD1400FWS3B |
| Mobile Athlon XP 1500+ | 1300 МГц | 256 Кб | 200 МГц | 13x           | 1.30 В             |              | AXMD1500FWS3B |
| Mobile Athlon XP 1500+ | 1333 МГц | 256 Кб | 266 МГц | 10x           | 1.30 В             |              | AXMD1500FWS3C |
| Mobile Athlon XP 1600+ | 1400 МГц | 256 Кб | 200 МГц | 14x           | 1.30 В             |              | AXMD1600FWS3B |
| Mobile Athlon XP 1600+ | 1400 МГц | 256 Кб | 200 МГц | 14x           | 1.25 В             |              | AXMD1600FXS3B |
| Mobile Athlon XP 1600+ | 1400 МГц | 256 Кб | 266 МГц | 10.5x         | 1.25 В             |              | AXMD1600FXS3C |
| Mobile Athlon XP 1700+ | 1467 МГц | 256 Кб | 266 МГц | 11x           | 1.25 В             |              | AXMD1700FXS3C |
| Mobile Athlon XP 1800+ | 1500 МГц | 256 Кб | 200 МГц | 15x           | 1.25 В             |              | AXMD1800FXS3B |
| Mobile Athlon XP 1800+ | 1533 МГц | 256 Кб | 266 МГц | 11.5x         | 1.25 В             |              | AXMD1800FXS3C |

### Athlon XP-M «Thoroughbred» (Mainstream, 45ВтTDP,Socket A)
- Все модели поддерживают: MMX, SSE, Enhanced 3DNow!

| Номер модели      | Частота  | Кэш L2 | FSB     | CPU множитель | Напряжение питания | Дата выпуска      | Номер         |
| ----------------- | -------- | ------ | ------- | ------------- | ------------------ | ----------------- | ------------- |
| Athlon XP-M 1600+ | 1400 МГц | 256 Кб | 266 МГц | 10.5x         | 1.55 В             | 10 июня, 2002     | AXMH1600FHQ3C |
| Athlon XP-M 1700+ | 1467 МГц | 256 Кб | 266 МГц | 11x           | 1.55 В             | 10 июня, 2002     | AXMH1700FHQ3C |
| Athlon XP-M 1800+ | 1533 МГц | 256 Кб | 266 МГц | 11.5x         | 1.55 В             | 15 июля, 2002     | AXMH1800FHQ3C |
| Athlon XP-M 1900+ | 1600 МГц | 256 Кб | 266 МГц | 12x           | 1.50 В             | 24 сентября, 2002 | AXMH1900FLQ3C |
| Athlon XP-M 2000+ | 1667 МГц | 256 Кб | 266 МГц | 12.5x         | 1.50 В             | 24 сентября, 2002 | AXMH2000FLQ3C |
| Athlon XP-M 2000+ | 1667 МГц | 256 Кб | 266 МГц | 12.5x         | 1.45 В             |                   | AXMH2000FQQ3C |
| Athlon XP-M 2200+ | 1800 МГц | 256 Кб | 266 МГц | 13.5x         | 1.45 В             | 11 ноября, 2002   | AXMH2200FQQ3C |

### Athlon XP-M «Thoroughbred» (Desktop Replacement, 72ВтTDP,Socket A)
- Все модели поддерживают: MMX, SSE, Enhanced 3DNow!

| Номер модели      | Частота  | Кэш L2 | FSB     | CPU множитель | Напряжение питания | Дата выпуска   | Номер         |
| ----------------- | -------- | ------ | ------- | ------------- | ------------------ | -------------- | ------------- |
| Athlon XP-M 2000+ | 1667 МГц | 256 Кб | 266 МГц | 12.5x         | 1.60 В             | 12 марта, 2003 | AXMA2000FUT3C |
| Athlon XP-M 2200+ | 1800 МГц | 256 Кб | 266 МГц | 13.5x         | 1.60 В             | 12 марта, 2003 | AXMA2200FUT3C |
| Athlon XP-M 2400+ | 2000 МГц | 256 Кб | 266 МГц | 15x           | 1.65 В             | 12 марта, 2003 | AXMA2400FKT3C |
| Athlon XP-M 2600+ | 2133 МГц | 256 Кб | 266 МГц | 16x           | 1.65 В             | 12 марта, 2003 | AXMA2600FKT3C |

### Athlon XP-M «Thoroughbred» (Low Voltage, 35ВтTDP,Socket A)
- Все модели поддерживают: MMX, SSE, Enhanced 3DNow!

| Номер модели      | Частота  | Кэш L2 | FSB     | CPU множитель | Напряжение питания | Дата выпуска   | Номер         |
| ----------------- | -------- | ------ | ------- | ------------- | ------------------ | -------------- | ------------- |
| Athlon XP-M 1600+ | 1400 МГц | 256 Кб | 266 МГц | 10.5x         | 1.35 В             | 12 марта, 2003 | AXMD1600FJQ3C |
| Athlon XP-M 1700+ | 1467 МГц | 256 Кб | 266 МГц | 11x           | 1.35 В             | 12 марта, 2003 | AXMD1700FJQ3C |
| Athlon XP-M 1800+ | 1533 МГц | 256 Кб | 266 МГц | 11.5x         | 1.35 В             | 12 марта, 2003 | AXMD1800FJQ3C |
| Athlon XP-M 1900+ | 1600 МГц | 256 Кб | 200 МГц | 16x           | 1.35 В             | 17 июня, 2003  | AXMD1900FJQ3B |
| Athlon XP-M 1900+ | 1600 МГц | 256 Кб | 266 МГц | 12x           | 1.35 В             | 17 июня, 2003  | AXMD1900FJQ3C |
| Athlon XP-M 2000+ | 1667 МГц | 256 Кб | 266 МГц | 12.5x         | 1.35 В             | 17 июня, 2003  | AXMD2000FJQ3C |
| Athlon XP-M 2200+ | 1800 МГц | 256 Кб | 266 МГц | 13.5x         | 1.35 В             |                | AXMD2200FJQ3C |

### Athlon XP-M «Barton» (Mainstream, 45-53ВтTDP,Socket A)
- Все модели поддерживают: MMX, SSE, Enhanced 3DNow!

| Номер модели      | Частота  | Кэш L2 | FSB     | CPU множитель | Напряжение питания | Дата выпуска | Номер         |
| ----------------- | -------- | ------ | ------- | ------------- | ------------------ | ------------ | ------------- |
| Athlon XP-M 2200+ | 1667 МГц | 512 Кб | 266 МГц | 12.5x         | 1.45 В             |              | AXMH2200FQQ4C |
| Athlon XP-M 2400+ | 1800 МГц | 512 Кб | 266 МГц | 13.5x         | 1.45 В             |              | AXMH2400FQQ4C |
| Athlon XP-M 2500+ | 1867 МГц | 512 Кб | 266 МГц | 14x           | 1.45 В             |              | AXMH2500FQQ4C |
| Athlon XP-M 2600+ | 2000 МГц | 512 Кб | 266 МГц | 15x           | 1.45 В             |              | AXMG2600FQQ4C |
| Athlon XP-M 2800+ | 2133 МГц | 512 Кб | 266 МГц | 16x           | 1.55 В             |              | AXMJ2800FHQ4C |

### Athlon XP-M «Barton» (Desktop Replacement, 72ВтTDP,Socket A)
- Все модели поддерживают: MMX, SSE, Enhanced 3DNow!

| Номер модели      | Частота  | Кэш L2 | FSB     | CPU множитель | Напряжение питания | Дата выпуска | Номер         |
| ----------------- | -------- | ------ | ------- | ------------- | ------------------ | ------------ | ------------- |
| Athlon XP-M 2400+ | 1800 МГц | 512 Кб | 266 МГц | 13.5x         | 1.60 В             |              | AXMA2400FUT4C |
| Athlon XP-M 2500+ | 1867 МГц | 512 Кб | 266 МГц | 14x           | 1.65 В             | 2003         | AXMA2500FKT4C |
| Athlon XP-M 2600+ | 2000 МГц | 512 Кб | 266 МГц | 15x           | 1.65 В             |              | AXMA2600FKT4C |
| Athlon XP-M 2800+ | 2133 МГц | 512 Кб | 266 МГц | 16x           | 1.65 В             | 7 июня, 2003 | AXMA2800FKT4C |
| Athlon XP-M 3000+ | 2200 МГц | 512 Кб | 266 МГц | 16.5x         | 1.65 В             | 2003         | AXMA3000FKT4C |

### Athlon XP-M «Barton» (Low Voltage, 35ВтTDP,Socket A)
- Все модели поддерживают: MMX, SSE, Enhanced 3DNow!

| Номер модели      | Частота  | Кэш L2 | FSB     | CPU множитель | Напряжение питания | Дата выпуска  | Номер         |
| ----------------- | -------- | ------ | ------- | ------------- | ------------------ | ------------- | ------------- |
| Athlon XP-M 2200+ | 1667 МГц | 512 Кб | 266 МГц | 12.5x         | 1.35 В             | 13 июля, 2004 | AXMD2200FJQ4C |
| Athlon XP-M 2400+ | 1800 МГц | 512 Кб | 266 МГц | 13.5x         | 1.35 В             |               | AXMD2400FJQ4C |

### Athlon XP-M «Thoroughbred» (Low Voltage, 35Вт,Socket 563)
| Номер модели      | Частота  | Кэш L2 | FSB     | CPU множитель | Напряжение питания | Дата выпуска | Номер         |
| ----------------- | -------- | ------ | ------- | ------------- | ------------------ | ------------ | ------------- |
| Athlon XP-M 1900+ | 1600 МГц | 256 Кб | 266 МГц | 12x           | 1.35 В             |              | AXMD1900GJQ3C |

### Athlon XP-M «Barton» (Socket 563)
| Номер модели      | Частота  | Кэш L2 | FSB     | CPU множитель | Напряжение питания | Дата выпуска | Номер         |
| ----------------- | -------- | ------ | ------- | ------------- | ------------------ | ------------ | ------------- |
| Athlon XP-M 2200+ | 1667 МГц | 512 Кб | 266 МГц | 12.5x         | 1.3 В              |              | AXMT2200GWS4C |
| Athlon XP-M 2400+ | 1800 МГц | 512 Кб | 266 МГц | 13.5x         | 1.35 В             |              | AXMD2400GJQ4C |

### Athlon XP-M «Dublin» (K8-based,Socket 754)
- Все модели поддерживают: MMX, SSE, SSE2, Enhanced 3DNow!, NX bit
- На самом деле переименованные процессоры AMD Mobile Sempron (SMN2600BIX2AY, SMN2800BIX3AY, SMN3000BIX2AY)

| Номер модели      | Частота  | Кэш L2 | FSB     | CPU множитель | Напряжение питания | TDP      | Дата выпуска | Номер                                     |
| ----------------- | -------- | ------ | ------- | ------------- | ------------------ | -------- | ------------ | ----------------------------------------- |
| Athlon XP-M 2800+ | 1600 МГц | 128 Кб | 800 МГц | 8x            | 0,95 ~ 1,40 В      | 13-62 Вт |              | AHN2800BIX2AY AHN2800BIX2AX AHN2800BIX2AR |
| Athlon XP-M 3000+ | 1600 МГц | 256 Кб | 800 МГц | 8x            | 0,95 ~ 1,40 В      | 13-62 Вт |              | AHN3000BIX3AX                             |
| Athlon XP-M 3100+ | 1800 МГц | 256 Кб | 800 МГц | 9x            | 0,95 ~ 1,40 В      | 13-62 Вт |              | AHN3100BIX3X AHN3100BIX3Y                 |